# Riserva nazionale di Junín
La Riserva Nazionale di Junín è una area naturale protetta situata nel Perù, attorno al lago omonimo.

## Territorio
Situato ad una altitudine di 4082 metri, il lago di Junín è il più grande lago interamente compreso nel territorio peruviano. Geograficamente, gran parte del lago si trova nella regione omonima, ma la punta nord-occidentale appartiene alla provincia di Pasco.
Il lago, negli ultimi anni, è stato soggetto ad un processo di eutrofizzazione sia per cause naturali sia per cause antropiche quali l'inquinamento organico prodotto dagli scarichi fognari delle città di Junín e Carhuamayo. 
 
Nel 1993 ha anche subito una grave contaminazione per l'immissione di residui minerari che hanno danneggiato la fauna ittica e avicola del lago.

## Flora
Il lago è in gran parte circondato da vegetazione emergente, che in alcuni punti si estende fino a 6 km dalla riva e risulta talmente densa da essere impenetrabile. 

## Fauna

### Mammiferi
- Cavia tschuddii
- Conepatus chinga
- Lagidium peruanum
- Pseudalopex culpaeus

### Uccelli
Il lago Junín è l'habitat esclusivo dello svasso di Junín (Podiceps taczanowskii), una rara specie di Podicipediformes in pericolo critico di estinzione. Altre specie presenti sono:
- Anas flavirostris
- Anas georgica
- Anas puna
- Bubulcus ibis
- Chloephaga melanoptera
- Chroicocephalus serranus
- Gallinula chloropus
- Nycticorax nycticorax
- Phoenicopterus chilensis
- Plegadis ridgwayi
- Podiceps occipitalis

### Anfibi
- Batrachophrynus brachydactylus
- Batrachophrynus macrostomus
- Bufo spinulosus
- Gastrotheca peruviana
- Pleurodema marmorata

### Pesci
La fauna ittica è abbondante ed include alcune specie introdotte.
- Orestias elegans
- Orestias empyraeus
- Pigydium orotae